# La Romana (Alicante)

Localización en la comarca del Vinalopó Medio

La Romana es un municipio de la Comunidad Valenciana, España. Está situado en el interior de la provincia de Alicante, en la comarca del Vinalopó Medio. Cuenta con 2632 habitantes (INE 2023).

## Geografía
El municipio de La Romana tiene una extensión de 43,3 km² y su clima es mediterráneo árido. Su núcleo urbano se encuentra a 420 m de altura y su punto más alto es la Penya la Mina (1053 m s. n. m.).
El término limita con los municipios de Algueña y Pinoso (al oeste), Monóvar (al norte), Novelda (al este), y Aspe, Hondón de las Nieves y Orihuela (al sur).

## Toponimia
El nombre del municipio provendría del árabe Al rumana ("Las granadas").

## Historia
En 1449, al fundarse la baronía de Novelda, La Romana aparece como parte de la baronía. Parte del territorio debió de estar débilmente ocupado por moriscos, que serían expulsados en 1609.
En 1739 se fundó el marquesado de la Romana, perteneciente a la familia de los Maza de Lizana (descendientes de los barones de Novelda), lo que debió de originar el poblamiento del lugar. A finales del siglo XVIII el pueblo se componía de varios caseríos y cortijos.
En 1854 se contaba en el pueblo con 25 casas reunidas y unas cuantas más diseminadas, aparte de la hacienda del marqués y una iglesia.
La Romana se segregó jurídicamente de Novelda en 1929, constituyéndose desde entonces en municipio independiente.
Hasta 1930 el pueblo fue propiedad del marqués de La Romana, quien finalmente vendió a los colonos y arrendatarios los terrenos que cultivaban.

## Demografía
La Romana (Alicante) cuenta con una población de 2672 habitantes (INE 2024).
| Gráfica de evolución demográfica de La Romana entre 1930 y 2021 |
| |
| Población de derecho según los censos de población del INE Población de hecho según los censos de población del INEEn 1930 aparece este municipio porque se segrega del municipio Alicante |

Un 24 % de la población censada es de nacionalidad extranjera, principalmente británica (422 censados).

### Economía
El principal sector económico del municipio es el de la extracción y transformación del mármol, al igual que otros municipios de la comarca como Novelda, Algueña y Pinoso.
Destaca también el sector agrícola (producción y envasado de uvas, con denominación de origen Uva de mesa embolsada Vinalopó, plantaciones de almendros y olivos). El sector servicios está aumentando en importancia en los últimos años, ayudado por el turismo residencial.
Durante los años de la burbuja inmobiliaria La Romana obtuvo una gran afluencia de nuevos habitantes de origen extranjero, y se plantearon planes urbanísticos que, con el fin de la burbuja, han quedado abandonados, dejando polígonos y calles fantasma en el núcleo urbano. El sector agrícola ha ido recobrando fuerza paulatinamente, a medida que muchos campos abandonados eran retomados para el cultivo de la uva por agricultores que habían abandonado la labor del campo. La otra gran industria, el mármol, no se resintió mucho del pinchazo de la burbuja inmobiliaria gracias al tirón de las exportaciones. Hoy en día sigue siendo una industria muy productiva.

## Administración y política
| Periodo   | Nombre                                       | Partido                           |
| --------- | -------------------------------------------- | --------------------------------- |
| 1979-1983 | Gonzalo Jover Martínez                       | UCD                               |
| 1983-1987 | Gonzalo Jover Martínez                       | Independiente                     |
| 1987-1991 | Gonzalo Jover Martínez                       | CDS - Centro Democrático y Social |
| 1991-1995 | Gonzalo Jover Martínez                       | CDS - Centro Democrático y Social |
| 1995-1999 | Gonzalo Jover Martínez                       | PP                                |
| 1999-2003 | Gonzalo Jover Martínez                       | PP                                |
| 2003-2007 | Enrique Rizo Pérez Manuel Hernández Riquelme | PSPV-PSOE PP                      |
| 2007-2011 | Manuel Hernández Riquelme                    | PP                                |
| 2011-2015 | Manuel Hernández Riquelme                    | PP                                |
| 2015-2019 | Nelson Romero Pastor                         | PSPV-PSOE                         |
| 2019-2023 | Nelson Romero Pastor                         | PSPV-PSOE                         |
| 2023-act. | Nelson Romero Pastor                         | PSPV-PSOE                         |

## Deporte

### Fútbol
En la actualidad existe una escuela de fútbol, fundada en 2011, que incorpora a niños desde los 4 a los 18 años. El nombre federativo que recibe es el de "Club de Fútbol Atlético La Romana". Cuenta con más de 50 participantes y compite en diversas categorías de la comarca del Vinalopó Medio. El presidente de dicho club es Rubén García Albert.